# Purnia
Purnia é uma cidade e um município no distrito de Purnia, no estado indiano de Bihar.

## Geografia
Purnia está localizada a 25° 47′ N, 87° 28′ L. Tem uma altitude média de 36 metros (118 pés).

## Demografia
Segundo o censo de 2001, Purnia tinha uma população de 171.235 habitantes. Os indivíduos do sexo masculino constituem 54% da população e os do sexo feminino 46%. Purnia tem uma taxa de literacia de 63%, superior à média nacional de 59,5%: a literacia no sexo masculino é de 69% e no sexo feminino é de 56%. Em Purnia, 16% da população está abaixo dos 6 anos de idade.